# Aikaterinī Spatharou
Aikaterinī Spatharou (in greco Αικατερίνη Σπαθάρου?; Amarousio, 25 luglio 1983) è una cestista greca.
Alta 167 cm, gioca come guardia.

## Carriera
Con la Grecia ha disputato i Campionati europei del 2007.